# Argyrophorodes diehlalis
Argyrophorodes diehlalis là một loài bướm đêm trong họ Crambidae.